# 흑인 우월주의
흑인 우월주의(黑人優越主義, black supremacy)는 흑인이 백인이나 타 인종에 비해 우수하다고 주장하는 사상이다. 특히 유대인에 대한 증오나 적개심이 강하며, 이는 백인 우월주의와 공통되는 부분이기도 하다.

## 개요
흑인은 타 인종보다 우월한 인종이며, 때로는 흑인들을 위한 분리된 국가가 필요하다고 주장하는 사상이다. 이는 1960년대 당시 맬컴 엑스를 위시한 흑인 무슬림 커뮤니티에서 발생한 사상이다.

## 백인 우월주의와의 동맹
미국의 백인 우월주의 극우 정당인 미국 나치당과 간접적인 관련이 있는 것으로 알려져 있다. 1960년에 미국 나치당은 맬컴 엑스와 일라이저 무하마드를 초대해 발언하게 하였다. 그리고 KKK단과 양 측은 협정을 채결하였다. 그 협정은 "흑인에 대한 관심이 없다."라는 내용이였다.
1985년에는 대표적 백인우월주의 단체 '백인 아리아 저항'의 톰 메그리저는 다음과 같은 발언을 하기도 하였다. "그들은 유대인을 반대한다... 그들은 우리의 검은 한 쪽이다."

## 같이 보기
- 맬컴 엑스
- 백인 우월주의